# Tina Nilsson
Tina Nilsson (* im 20. Jahrhundert) ist eine ehemalige schwedische Fußballspielerin. Die Mittelfeldspielerin bestritt im Jahr 1988 fünf Länderspiele für die A-Nationalmannschaft.

## Karriere

### Verein
Nilsson gehörte im Seniorinnenbereich ausschließlich der Frauenfußballmannschaft von Malmö FF an, für die sie in der seinerzeit höchsten Spielklasse Punktspiele bestritt und im Jahr 1986 mit der Meisterschaft ihren einzigen Titel gewann.

### Nationalmannschaft
Nilsson gehörte vom 7. Mai 1986 bis zum 26. Oktober 1988 in zwölf Länderspielen zum Kader der A-Nationalmannschaft; eingesetzt wurde sie in fünf. Ihr Debüt gab sie am 27. April 1988 in Vä beim 3:0-Sieg im Freundschaftsspiel gegen die Schweizer Nationalmannschaft als Einwechselspielerin für Pärnilla Larsson ab der 60. Minute.
Mit der Mannschaft nahm sie am FIFA-Frauen-Einladungsturnier 1988 in China teil und bestritt drei von sechs möglichen Spielen. Sie wurde am 5. Juni im dritten Spiel der Gruppe C, beim 3:0-Sieg über die Nationalmannschaft Japans in Panyu, am 10. Juni im Halbfinale, beim 2:1-Sieg über die Nationalmannschaft Chinas in Guangzhou sowie am 12. Juni im Finale bei der 0:1-Niederlage gegen die Nationalmannschaft Norwegens eingesetzt. Mit dem EM-Viertelfinalqualifikations-Rückspiel am 26. Oktober 1988, beim 1:1-Unentschieden gegen die Nationalmannschaft Dänemarks in Borås – und dem zuvor erfolgten 5:1-Sieg ihrer Mannschaft im Hinspiel in Odense – trug sie in ihrem letzten Länderspiel, in dem sie in der 71. Minute für Eva Zeikfalvy eingewechselt worden war, zur Teilnahme ihrer Mannschaft an der Finalrunde 1989 bei.

## Erfolge
- Schwedischer Meister 1986